# Advan
Advan (PT Bangga Teknologi Indonesia) – indonezyjskie przedsiębiorstwo elektroniczne, założone w 1998 roku w Dżakarcie. 
Oferta przedsiębiorstwa obejmuje urządzenia mobilne (telefony komórkowe i tablety), laptopy i komputery all-in-one, a także pamięci przenośne, telewizory i sprzęt audio. 
Advan, według raportu International Data Corporation z 2017 roku, znajdował się wówczas pośród pięciu najlepiej sprzedających się marek smartfonów w Indonezji. 
Lokalna fabryka przedsiębiorstwa mieści się w Semarang (prowincja Jawa Środkowa). Urządzenia Advan są składane z komponentów chińskich i tajwańskich.